# Comté d'Adair (Kentucky)
Pour les articles homonymes, voir Comté d'Adair.
Le comté d'Adair est un comté situé dans l'État du Kentucky aux États-Unis. Son siège est Columbia. Selon le recensement de 2010, sa population était de 18 656 habitants.
Le comté a été fondé en 1801.